# Blóðughófi

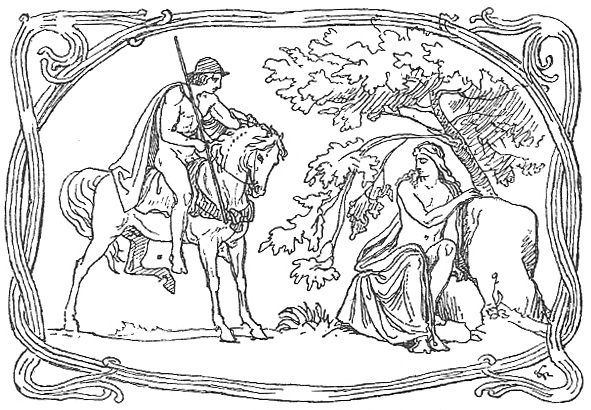
Dibujos de Lorenz Frølich, Edda de Gjellerup, Skírnir, Skírnismál

Blóðughófi (del nórdico antiguo: Pezuña sangrienta), según Nafnaþulur es el caballo del dios Freyr. En Skírnismál. Freyr ofrece a Skírnir un caballo capaz de cabalgar entre las llamas camino a Jötunheim para cortejar a Gerðr. Aunque el nombre del corcel no se nombra en el poema, se acepta que debe ser Blóðughófi.
Del corcel se cita que era capaz de entender el habla humana y correr a través del fuego y la oscuridad total.